# Masta Killa
Masta Killa nebo také Jamel Irief a Noodles (rodným jménem Elgin Turner; * 18. srpna 1969) je americký rapper. Od devadesátých let vystupuje se skupinou Wu-Tang Clan, ke které se přidal jako poslední člen. První sólovou nahrávku, album No Said Date, vydal v roce 2004 a podíleli se na něm například členové kapely Wu-Tang Clan. Druhé album Made in Brooklyn vydal o dva roky později a třetí Selling My Soul v roce 2012. Během své kariéry vystupoval jako host na řadě dalších nahrávek jiných umělců.